# Colsa minuta
Colsa minuta är en insektsart som först beskrevs av Victor Lallemand 1932.  Colsa minuta ingår i släktet Colsa och familjen spottstritar. Inga underarter finns listade i Catalogue of Life.